# Louis Cheikho
Louis Cheikho (in arabo لويس شيخو‎?; Mardin, 5 febbraio 1859 – Beirut, 7 dicembre 1927) è stato un presbitero e arabista libanese di nascita ottomana.

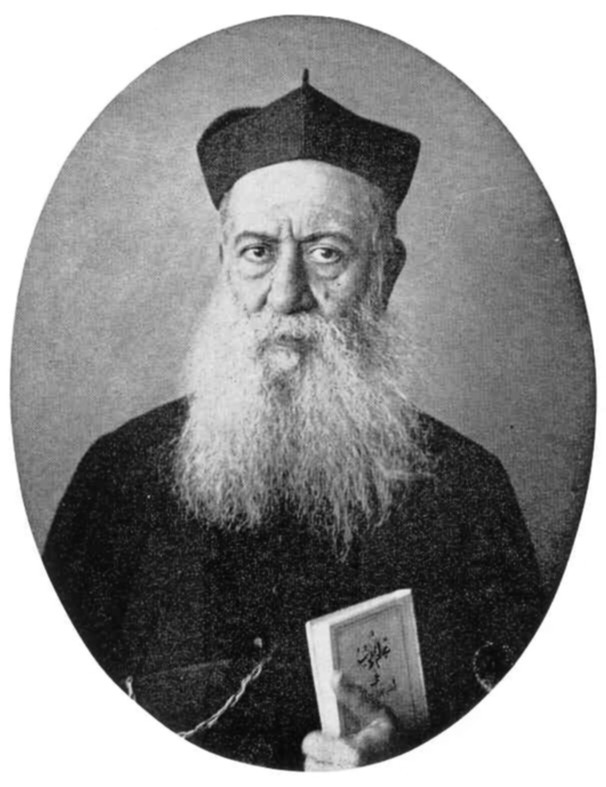
Il Padre Louis Cheikho, dotto orientalista gesuita caldeo

Louis Cheikho - il cui nome di famiglia era Théodore Rizqallah - fu un sacerdote gesuita di rito caldeo, teologo e orientalista di notorietà internazionale. 

A lui va attribuito il pionieristico lavoro di edizione, studio e traduzione del vasto patrimonio letterario paleocristiano in lingua araba. 

## Biografia

### Primi anni e formazione culturale
Ultimo di nove figli di un'antica famiglia caldeo-cattolica, accompagnò a 9 anni sua madre in pellegrinaggio a Gerusalemme. Passando per Beirut per visitare suo fratello maggiore Stanislas che ancora non conosceva e che era entrato nell'Ordine gesuita e si trovava nel seminario maronita di Ghazir, volle anch'egli rimanervi come studente. 
Egli stesso entrò qualche anno dopo nell'Ordine in Francia, a Lons-le-Saulnier (2 novembre 1874). Adottò il nome di ‘Louis’, sperando di fare di san Luigi Gonzaga il proprio modello di vita. Alla fine dei primi anni di formazione, tornò in Libano nel 1877, nel collegio di Beirut, dove insegnò per sette anni, studiando per parte sua per un triennio Filosofia.

### CollezioneMajānī al-adab
Cheikho pubblicò nel 1882 il primo volume della collezione Majānī al-adab ("I fiori della letteratura [araba]"), la prima antologia di letteratura araba adattata per l'insegnamento. I brani sono accuratamente scelti, e il libro diventa in breve un manuale scolastico molto apprezzato. Quattro altri volumi d'accompagnamento al manuale scolastico lo seguono. Destinati ai docenti, essi sono un'autentica piccola enciclopedia di letteratura araba. In seguito, numerose scuole (persino alla Mecca) adottano il suo manuale. Frequentemente riedito e spesso imitato, il manuale muta radicalmente l'insegnamento della letteratura araba nelle scuole del Vicino Oriente.

### Creazione della Bibliothèque orientale
Alla fine dei suoi studi di teologia (1888-1892) fatti a Mold (Galles) viene ordinato sacerdote l'8 settembre 1891. Il Terzo Anno gesuitico è trascorso a Vienna. Passa in seguito un anno a Parigi. Tornato a Beirut non abbandonerà più la città libanese, se non per i suoi viaggi di ricerca nelle biblioteche e archivi del Vicino Oriente, da cui porterà alla piena luce scientifica un gran numero di manoscritti. 
Cheikho è il vero fondatore della Bibliothèque orientale di Beirut (oggi CEDRAC): da una dozzina di scaffali che essa contava al suo arrivo, la biblioteca s'arricchisce col passare del tempo e, alla sua morte, vanterà più di 30 000 volumi e 3 000 manoscritti. Egli scopre, edita e pubblica un gran numero di manoscritti rimasti fino alla sua opera del tutto ignoti, particolarmente di età preislamica, e qualche opera di assoluta importanza, come la Storia di Beirut’ di Ṣāliḥ b. Yaḥyā.

### Orientalismo arabo-cristiano
Si deve non secondariamente agli orientalisti lo studio della nuova letteratura araba del XIX-XX secolo, espresso dal movimento chiamato "al-Nahḍa" (Rinascita), animato in buona parte dagli autori cristiani libanesi, poco conosciuti dagli orientalisti europei. 
Cheikho è soprattutto il direttore e principale redattore della prestigiosa rivista trimestrale Al-Machriq, fondata nel 1898. Circa 25 000 pagine della raccolta completa, i 3/5 sono dovute alla sua penna. I suoi articoli sono di tono apologetico e, se anche talora polemizza duramente con qualcuno (soprattutto contro i principi della Massoneria), egli rispetta comunque le persone. 
Pur essendo il direttore della Biblioteca dal 1903 al 1915, Cheikho dirige ugualmente la Facoltà orientale dell'Université Saint-Joseph di Beirut, creata per sua iniziativa nel 1902. Tutto ciò lo obbliga a un lavoro considerevole ma egli si dedica volentieri anche alla predicazione e all'apostolato, fino al giorno in cui una forte e progressiva ipoacusia rende queste attività estremamente difficili.

### Prima guerra mondiale e dopoguerra
La Prima guerra mondiale (1914-1918) costituì per lui una grande prova. Temette probabilmente che la sua opera potesse essere vanificata. L'Université Saint-Joseph fu chiusa ed egli fu in ansia per la sua Bibliothèque orientale. Passi da lui effettuati a Istanbul, sugli ambasciatori della Germania, dell'Austria-Ungheria e degli Stati Uniti d'America gli fecero ottenere alcune garanzie in proposito. E a Beirut stessa egli ottenne il sostegno di un componente influente del partito dei Giovani Turchi, un uomo di vasta cultura che sperava di vederlo dedicarsi alla redazione di una storia della città di Beirut: cosa che il gesuita promise di fare a condizione di poter lavorare liberamente nella sua Biblioteca, cogliendo l'occasione anche di vegliare sul suo destino.
Allorché fu costituita a Damasco (nel 1920) un'Accademia di lingua e letteratura araba, Cheikho ne fu uno dei primi membri eletti. Infaticabile, effettuò ancora un viaggio in Egitto (nel 1927). Ne tornò tuttavia ammalato e morì poco dopo il suo ritorno a Beirut, il 7 dicembre 1927.

## Opere
- "Les poètes arabes chrétiens. Poètes antéislamiques. Qouss, évêque de Najran", in: Études religieuses..., 1888, pp. 592-611.
- Le Christianisme et la littérature chrétienne en Arabie avant l'Islam, (3 voll.), Beirut, 1913, 1919, 1923.
- La Nation maronite et la Compagnie de Jésus aux XVI et XVII siècles, Beirut, 1923. (Traduzione francese di Y. Moubarac, Beirut, 1984).
- (in arabo) Les vizirs et secrétaires arabes chrétiens en Islam (622-1517), (testo curato e annotato da Camille Hechaïmé), Beirut, 1987.
- Les Saints particulièrement honorés des Libanais, Beirut, 1914 (trad. franc. di Y. Moubarac)
- (in arabo) Les savants arabes chrétiens en Islam (622-1300), (ed. di C. Héchaïmé), Jounieh, 1983.